# ألكسندر غوستاف فون شرنك
ألكسندر غوستاف فون شرنك (1816-1876) (بالإنجليزية: Alexander Gustav von Schrenk)‏ هو عالم نبات ألماني.